# Niccolò Betti

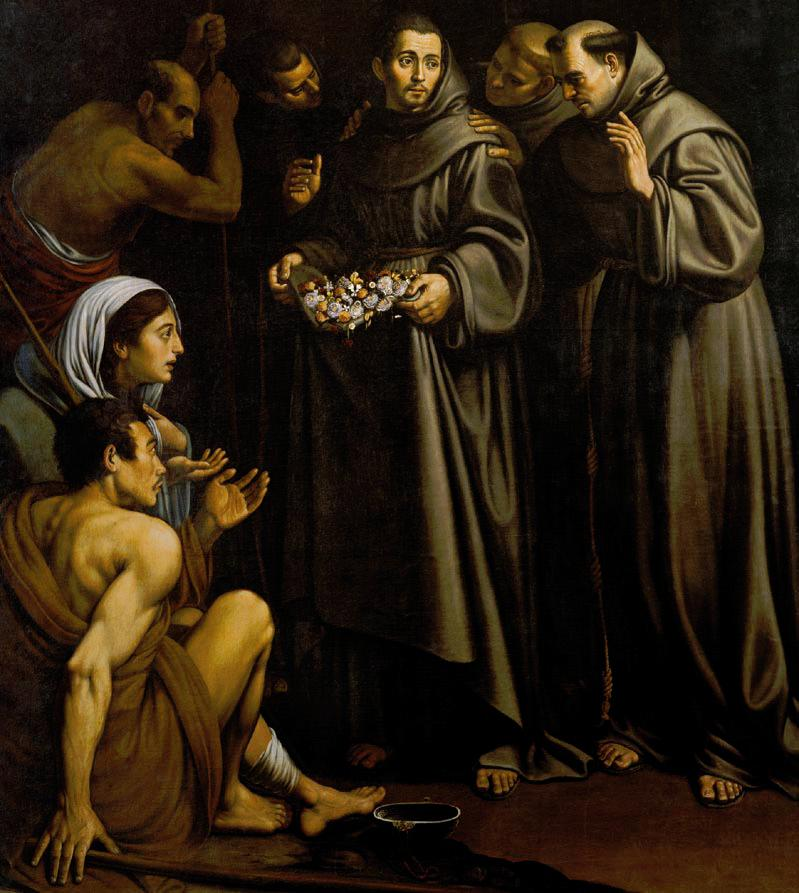
Milagro de San Diego de Alcalá, Descalzas Reales de Valladolid.

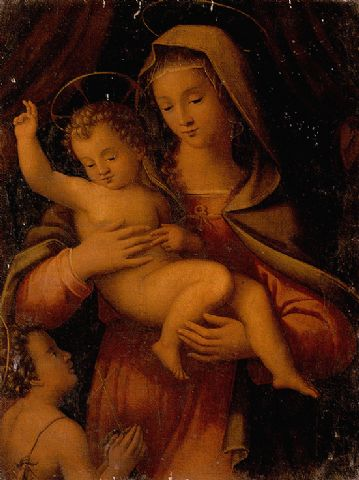
Virgen con el Niño y San Juanito.

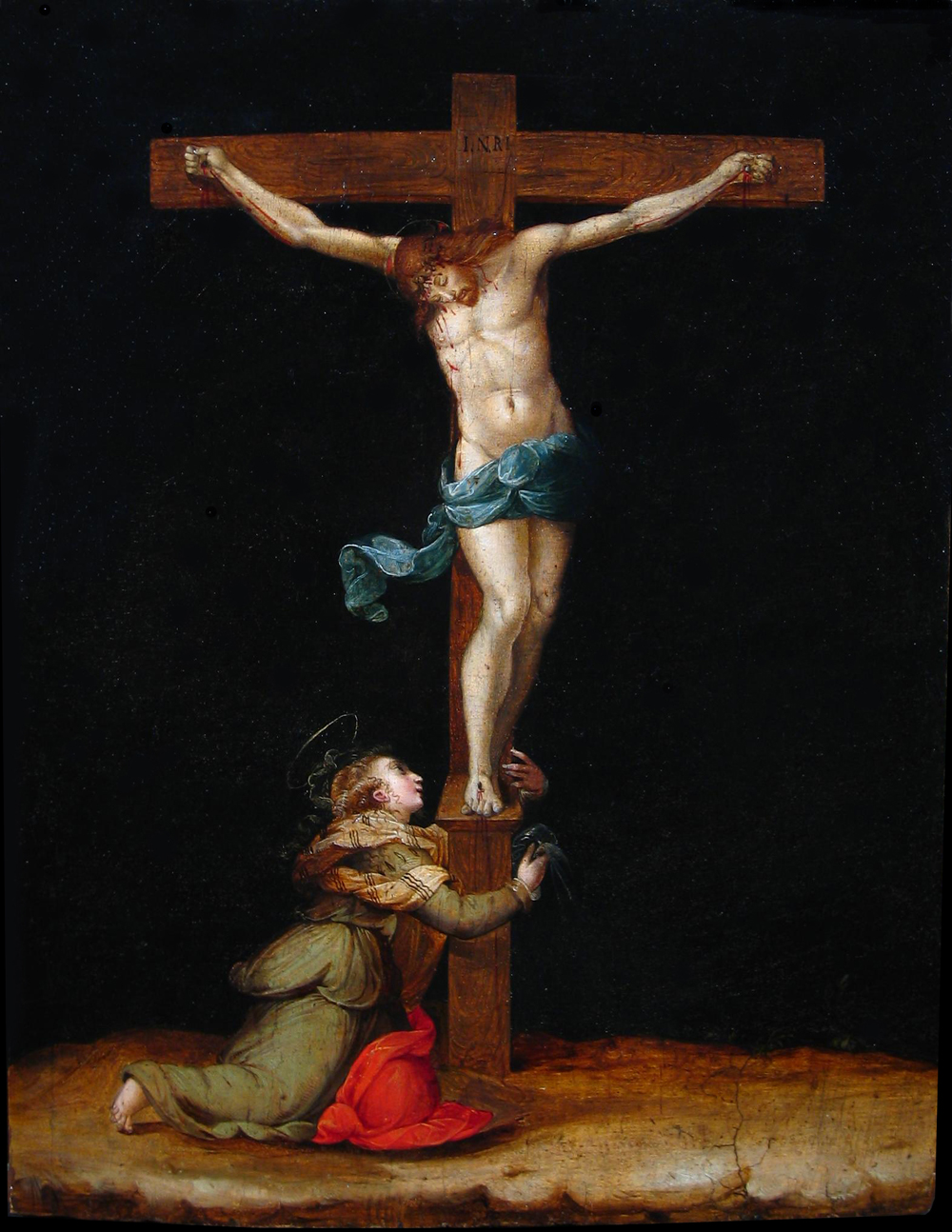
Crucifixión con la Magdalena, Colección privada.

Niccolò Betti (c. 1550 - 1617) fue un pintor manierista italiano.

## Datos biográficos
Parece que su formación tuvo lugar primeramente con Michele Tosini, para después situarse bajo la férula de Giorgio Vasari. Como ayudante y colaborador de este último, tomó parte en el proyecto decorativo del Studiolo de Francisco I en el Palazzo Vecchio de Florencia (1571-1572), para el que contribuyó con un lienzo, Saqueo de una ciudad.
Betti también participó en el proyecto de decoración del Monasterio de las Descalzas en Valladolid, junto a otros pintores florentinos. Dichos lienzos fueron un regalo (1610) de Cosme II de Toscana y su esposa Magdalena de Austria, hermana de la reina Margarita de Austria, patrona del convento castellano.
Pintor de biografía y obra en gran parte desconocida, tiene repartidas por diversas colecciones particulares e iglesias de la Toscana obras de carácter devocional.

## Obras destacadas
- Saqueo de una ciudad (1572, Studiolo de Francisco I, Palazzo Vecchio, Florencia)
- Anunciación (Immacolata, Chianciano)
- Anunciación (1580, Museo della Collegiata, Chianciano Terme)
- Virgen con niño y San Juanito (1580, Colección particular)
- Anunciación (1581, Museo della Collegiata, Chianciano Terme)
- Crucifixión con la Magdalena (Piacenti Art Gallery, Florencia)
- Virgen con el Niño y los santos Juan Bautista y Marcos (Santa Maria delle Grazie, Montepulciano)
- Milagro de San Diego de Alcalá (1610, Descalzas Reales, Valladolid)
- Santa Coleta (1610, Descalzas Reales, Valladolid)
- Virgen con Niño (1616, Colegiata di San Casciano dei Bagni)
- San Sebastián (1616, Colegiata di San Casciano dei Bagni)